# Raymond Burr
Raymond William Stacey Burr (New Westminster, 21 de maio de 1917 – Healdsburg, 12 de setembro de 1993) foi um ator canadense naturalizado estadunidense, conhecido por seus papéis no teatro, cinema e televisão, especialmente nas séries de televisão Perry Mason (1957) e Ironside (1967).

## Biografia
Seu nome verdadeiro era Raymond William Stacey Burr, nascido em New Westminster, Colúmbia Britânica, Canadá. Filho de William Johnston Burr (1889-1985), de ascendência irlandesa, e Minerva Smith Burr (1892-1974), pianista e professora de música estadunidense. Burr passou parte de sua infância na China, onde seu pai trabalhava como agente comercial. Após seus pais se divorciaram, mudou-se para Vallejo, Califórnia, na companhia de sua mãe e irmãos.
Com o tempo, Burr trabalhou em uma fazenda e, em seguida, como um vendedor de fotografias para ajudar no sustento da família. Após dois anos na Marinha durante a Segunda Guerra Mundial, Burr foi licenciado após ser ferido no estômago em Okinawa.
Em 1937, Burr começou sua carreira de ator no Pasadena Playhouse. Em 1941 ele fez seu primeiro papel na Broadway na peça Crazy with the Heart. Foi contratado pelo estúdio RKO Pictures, interpretando especialmente vilões. Entre 1946 e 1957, trabalhou em mais de 60 filmes. Burr teve ótimas críticas por seu papel de Frank Burlowe em Um Lugar ao Sol (1951), contracenando com Elizabeth Taylor e Montgomery Clift.
Burr foi revelado com o personagem Lars Thorwald em Janela Indiscreta, produção de 1954 dirigida por Alfred Hitchcock.
Burr co-protagonizou filmes para a televisão como Eischied: Only The Pretty Girls Die e Disaster On The Coastliner (ambos de 1979), The Curse of King Tut's Tomb e The Night The City Screamed (ambos de 1980), e Peter and Paul (1981). Também teve um papel de apoio no título controverso de Dennis Hopper, Out of the Blue (1980).
Segundo escreveu o jornalista Michael Seth Starr no livro The Secret Life of Raymond Burr, o actor era homossexual, mas ocultou sua condição durante a maior parte de sua vida por medo de prejudicar sua carreira e por causa de preconceitos da sociedade. Após ter sido casado com Isabella Ward, Burr terá mantido um relacionamento de 35 anos com Robert Benevides, um ator e veterano da Guerra da Coreia que ele conheceu durante as filmagens de Perry Mason.
Em 1992, Burr foi diagnosticado com câncer de rim, mas recusou-se a cirurgia. O câncer logo se espalhou para outros órgãos, tornando-se inoperável. Burr morreu aos 76 anos em 12 de setembro de 1993, em seu rancho no Condado de Sonoma, perto de Healdsburg, Califórnia.
O ator foi enterrado no Cemitério Fraser em New Westminster, Colúmbia Britânica.
Burr tem uma estrela na Calçada da Fama de Hollywood no número 6656 da Hollywood Boulevard.
Em cerimônia realizada em 12 de setembro de 2009, em Toronto, Burr recebeu sua estrela na Calçada da Fama do Canadá.

## Filmografia parcial
| Ano  | Filme                           | Papel                              |
| ---- | ------------------------------- | ---------------------------------- |
| 1947 | Desperate                       | Walt Radak                         |
| 1948 | Sleep, My Love                  | Detetive Sgt. Strake               |
| 1948 | Pitfall                         | MacDonald                          |
| 1948 | Raw Deal                        | Rick Coyle                         |
| 1948 | Adventures of Don Juan          | Capt. Alvarez                      |
| 1949 | Black Magic                     | Alexandre Dumas Filho              |
| 1949 | Bride of Vengeance              | Michelotto                         |
| 1949 | Red Light                       | Nick Cherney                       |
| 1949 | Abandoned                       | Kerric                             |
| 1950 | Borderline                      | Pete Ritchie                       |
| 1950 | Key to the City                 | Les Taggart                        |
| 1950 | Love Happy                      | Alphonse Zoto                      |
| 1951 | A Place in the Sun              | Promotor Distrital R. Frank Marlow |
| 1951 | His Kind of Woman               | Nick Ferraro                       |
| 1951 | Bride of the Gorilla            | Barney Chavez                      |
| 1953 | The Blue Gardenia               | Harry Prebble                      |
| 1953 | Serpent of the Nile             | Mark Antony                        |
| 1953 | Tarzan and the She-Devil        | Vargo                              |
| 1954 | Casanova's Big Night            | Bragadin                           |
| 1954 | Gorilla at Large                | Cy Miller                          |
| 1954 | Rear Window                     | Lars Thurwald                      |
| 1955 | You're Never Too Young          | Noonan                             |
| 1955 | Count Three and Pray            | Yancey Huggins                     |
| 1956 | Godzilla, King of the Monsters! | Steve Martin                       |
| 1956 | Please Murder Me                | Promotor Craig Carlson             |
| 1956 | The Brass Legend                | Tris Hatten                        |
| 1957 | Crime of Passion                | Inspetor de Polícia "Tony" Pope    |
| 1960 | Desire in the Dust              | Coronel Ben Marquand               |
| 1980 | The Curse of King Tut's Tomb    | Jonash Sebastian                   |
| 1980 | The Return                      | Dr. Kramer                         |
| 1980 | Out of the Blue                 | Dr. Brean                          |
| 1982 | Airplane II: The Sequel         | Juiz D.C. Simonton                 |
| 1985 | Godzilla 1985                   | Steve Martin                       |
| 1991 | Delirious                       | Carter Hedison                     |